# Eriosorus flabellatus
Eriosorus flabellatus là một loài thực vật có mạch trong họ Adiantaceae. Loài này được (Grev. & Hook.) Copel. miêu tả khoa học đầu tiên năm 1947.